# Dark Sky Paradise
Albums de Big Sean
Hall of Fame
(2013) TWENTY88
(2016)
Singles
1. I Don't Fuck with You
Sortie : 19 septembre 2014
2. Paradise
Sortie : 7 octobre 2014
3. Blessings
Sortie : 31 janvier 2015

Dark Sky Paradise est le troisième album studio de Big Sean, sorti le 24 février 2015.
L'album s'est classé 1er au Billboard 200, au Top R&B/Hip-Hop Albums, au Top Rap Albums et au Top Digital Albums.

## Liste des titres
| No  | Titre | Auteur | Contient un (des) sample(s) de | Durée |
| --- | --- | --- | --- | ----- |
| 1.  | Dark Sky (Skyscrapers) (Produit par Rob Got Beats)                                                                            | Sean Anderson, Robert « Rob Got Beats » Harris | | 2:58  |
| 2.  | Blessings (featuring Drake – Produit par Vinylz et Allen Ritter)                                                              | Anderson, Anderson Hernandez, Allen Ritter, Aubrey Graham                                                                                          | | 4:12  |
| 3.  | All Your Fault (featuring Kanye West – Produit par Kanye West, OG Webbie, DJ Mano, Noah Goldstein, Lee Stone, Nashiem Myrick) | Anderson, Kanye West, Welbon Morris Jr., Emmanuel « DJ Mano » Nickerson, Noah Goldstein, Lee Stone, Nashiem Myrick, David Pack, Terius Nash        | How Much I Feel d'Ambrosia I Don't Fuck With You de Big Sean featuring E-40 | 3:44  |
| 4.  | I Don't Fuck with You (featuring E-40 – Produit par DJ Mustard, West, Mike Free, DJ Dahi et Key Wane)                         | Anderson, Dijon McFarlane, West, Mikely Adam, Willie « SayItAintTone » Hansbro, Dacoury Natche, Dwane Weir II, Earl T. Stevens, D.J. Rogers        | Say You Love Me, One More Time de D.J. Rogers I'm Good d'YG | 4:44  |
| 5.  | Play No Games (featuring Chris Brown et Ty Dolla $ign – Produit par KeY Wane et Jay John Henry)                               | Anderson, Weir II, Justin Miles Johnson, Chris Brown, Tyrone Griffin, Jr., Timothy Gatling, Gene Griffin, Aaron Hall, Edward T. Riley              | Piece of My Love de Guy | 3:36  |
| 6.  | Paradise (Extended) (Produit par Mike Will Made It)                                                                           | Anderson, Michael L. Williams II | Ain't Cha de Clipse featuring Re-up Gang | 3:35  |
| 7.  | Win Some, Lose Some (Produit par T-Minus et Boi-1da)                                                                          | Anderson, Tyler Williams, Matthew Samuels, Jhené Chilombo                                                                                          | | 5:04  |
| 8.  | Stay Down (Produit par Da Internz et L&F)                                                                                     | Anderson, Ernest Clark, Marcos Palacios, Kevin Randolph, Uforo Ebong, Christopher Umana, West                                                      | | 4:10  |
| 9.  | I Know (featuring Jhené Aiko – Produit par DJ Mustard et Key Wane)                                                            | Anderson, McFarlane, Weir II, Chilombo | I'm Good d'YG | 5:19  |
| 10. | Deep (featuring Lil Wayne – Produit par DJ Mustard et Key Wane)                                                               | Anderson, Weir II, McFarlane, Dwayne Carter, Jr.                                                                                                   | | 4:35  |
| 11. | One Man Can Change the World (featuring Kanye West et John Legend – Produit par Amaire Johnson)                               | Anderson, Amaire Johnson, John Stephens, West, Mike Dean, McFarlane, William Roberts II                                                            | Sanctified de Rick Ross featuring Kanye West et Big Sean | 4:14  |
| 12. | Outro (Produit par DJ Dahi)                                                                                                   | Anderson, Natche, William Pulliam, John Tanner, Towa Tei, Gilberto Oliveira, Kamaal Fareed, Ali Shaheed Jones-Muhammad, Malik Taylor, James Yancey | Didn't I de Darondo Sneakin' in the Back de Tom Scott and The L.A. Express Got 'til It's Gone de Janet Jackson featuring Q-Tip et Joni Mitchell Crenshaw and Slauson (True Story) de Nipsey Hussle | 3:45  |

| 13. | Deserve It (featuring PartyNextDoor – Produit par PartyNextDoor)         | Anderson, Jahron Brathwaite                                     |                            | 4:21 |
| 14. | Research (featuring Ariana Grande – Produit par DJ Dahi et Metro Boomin) | Anderson, Grande, Natche, Michael « Mike » Carson, Leland Wayne |                            | 3:50 |
| 15. | Platinum & Wood (Produit par Key Wane)                                   | Anderson, Weir II, Ismail Abdul-Aziz                            | Come Roll de Street Lord'z | 2:43 |

## Classements hebdomadaire
| Classement (2015)                               | Meilleure position |
| ----------------------------------------------- | ------------------ |
| Allemagne (Media Control AG)                    | 76                 |
| Australie (ARIA)                                | 28                 |
| Autriche (Ö3 Austria Top 40)                    | 70                 |
| Belgique (Flandre Ultratop)                     | 88                 |
| Belgique (Wallonie Ultratop)                    | 85                 |
| Canada (Canadian Albums Chart)                  | 5                  |
| Danemark (Tracklisten)                          | 29                 |
| France (SNEP)                                   | 136                |
| Norvège (VG-lista)                              | 30                 |
| Nouvelle-Zélande (RIANZ)                        | 23                 |
| Suède (Sverigetopplistan)                       | 39                 |
| Suisse (Schweizer Hitparade)                    | 41                 |
| États-Unis (Billboard 200)                      | 1                  |
| États-Unis (Top R&B/Hip-Hop Albums) [Billboard] | 1                  |
| États-Unis (Top Rap Albums) [Billboard]         | 1                  |